# Прибоју (Бранешти)
Прибоју (рум. Priboiu) насеље је у Румунији у округу Дамбовица у општини Бранешти. Oпштина се налази на надморској висини од 351 m.

## Становништво
Према подацима из 2002. године у насељу је живело 956 становника, од којих су сви румунске националности.